# 美利堅聯盟國內閣
美利堅聯盟國內閣（英語：Cabinet of the Confederate States of America）簡稱聯盟國內閣、邦聯內閣（英語：Cabinet of the Confederate States），通常稱為邦聯內閣或傑佛遜·戴維斯內閣，是1861年至1865年間存在的美利堅聯盟國政府行政部門的一部分。內閣成員包括副總統和總統。聯邦行政部門的負責人。

## 歷史

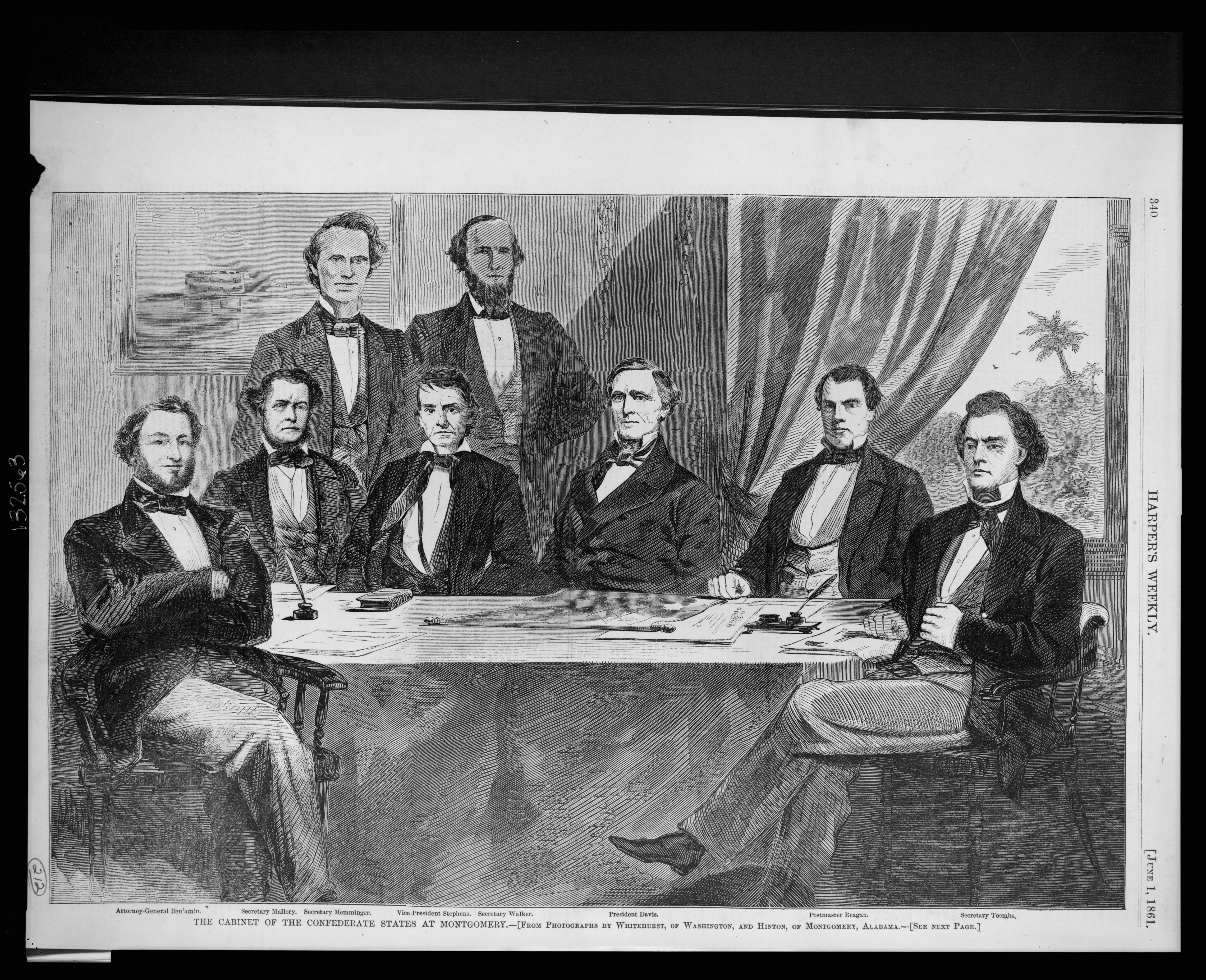
戴維斯總統的第一屆內閣（1861年）

該內閣很大程度上仿照合眾國內閣，其成員負責監督國務院、財政部、陸軍部和郵局部門。不過與合眾國不同的是，聯盟國沒有內政部，而是設立了司法部（合眾國司法部長的職位是存在的，但合眾國司法部是在1870年南北戰爭結束後才創建的）

### 歷史
聯盟國總統傑佛遜·戴維斯最初對內閣的許多人選都是基於政治考慮。他的選擇“是為了向各州保證他們的利益在政府中得到代表” 此外，許多南方邦聯的人才進入軍隊，而不是內閣，內閣頻繁更替和改組。在邦聯存在的4年裡，有16名不同的人擔任6個內閣職位
內閣中最有才華但也是最不受歡迎的成員是猶大·P·本傑明

## 列表
| 辦公室   | 圖像 | 姓名 | 姓名                     | 州           | 日期                           |
| -------- | ---- | ---- | ------------------------ | ------------ | ------------------------------ |
| 副總統   |      |      | 亚历山大·H·史蒂芬斯      | 喬治亞州     | 1861年2月18日 – 1865年5月11日  |
| 國務卿   |      |      | 羅伯特·圖姆斯            | 喬治亞州     | 1861年2月25日 – 1861年7月25日  |
| 國務卿   |      |      | 羅伯特·M·T·亨特          | 弗吉尼亞州   | 1861年7月25日 – 1862年2月18日  |
| 國務卿   |      |      | 威廉·M·布朗              | 喬治亞州     | 1862年2月18日 – 1862年3月18日  |
| 國務卿   |      |      | 猶大·班傑明              | 路易斯安那州 | 1862年3月18日 – 1865年5月10日  |
| 財政部長 |      |      | 克里斯托弗·梅明格        | 南卡羅來納州 | 1861年2月25日 – 1864年7月18日  |
| 財政部長 |      |      | 喬治·特倫霍爾姆          | 南卡羅來納州 | 1864年7月18日 – 1865年4月27日  |
| 財政部長 |      |      | 約翰·亨寧格·裡根         | 德克薩斯州   | 1865年4月27日 – 1865年5月10日  |
| 戰爭部長 |      |      | 勒羅伊·波普·沃克         | 阿拉巴馬州   | 1861年2月25日 – 1861年9月16日  |
| 戰爭部長 |      |      | 猶大·班傑明              | 路易斯安那州 | 1861年9月17日 – 1862年3月24日  |
| 戰爭部長 |      |      | 喬治·W·蘭道夫            | 弗吉尼亞州   | 1862年3月24日 – 1862年11月15日 |
| 戰爭部長 |      |      | 詹姆斯·塞登              | 弗吉尼亞州   | 1862年11月21日 – 1865年2月5日  |
| 戰爭部長 |      |      | 大將軍 約翰·C·布雷肯里奇 | 肯塔基州     | 1865年2月6日 – 1865年5月10日   |
| 海軍部長 |      |      | 斯蒂芬·馬洛里            | 佛羅里達州   | 1861年3月4日 – 1865年5月2日    |
| 郵政局長 |      |      | 約翰·亨寧格·裡根         | 德克薩斯州   | 1861年3月6日 – 1865年5月10日   |
| 司法部長 |      |      | 猶大·班傑明              | 路易斯安那州 | 1861年2月25日 – 1861年9月17日  |
| 司法部長 |      |      | 韋德·凱斯                | 阿拉巴馬州   | 1861年9月17日 – 1861年11月21日 |
| 司法部長 |      |      | 托馬斯·布拉格            | 北卡羅來納州 | 1861年11月21日 – 1862年3月18日 |
| 司法部長 |      |      | 托馬斯·H·瓦茨            | 阿拉巴馬州   | 1862年3月18日 – 1863年10月1日  |
| 司法部長 |      |      | 韋德·凱斯                | 阿拉巴馬州   | 1863年10月1日 – 1864年1月2日   |
| 司法部長 |      |      | 喬治·戴維斯              | 北卡羅來納州 | 1864年1月2日 – 1865年4月24日   |